# 舊納瓦里諾城堡

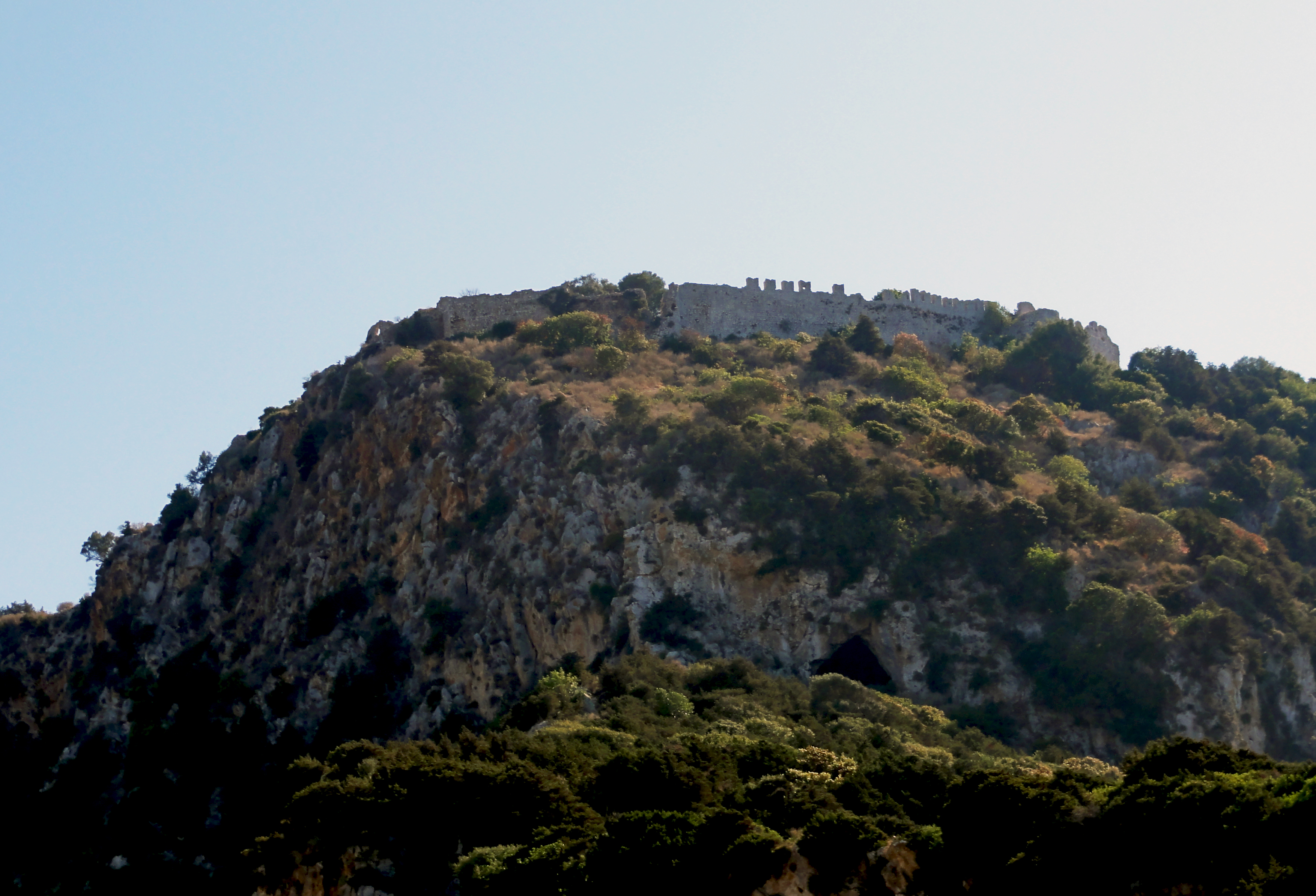

舊納瓦里諾城堡（希臘語：Παλαιό Ναυαρίνο）是希臘的一座城堡。這座城堡靠近皮洛斯，13世紀由占领希腊的拉丁人修建。這座城堡位於西元前425年派婁斯之戰雅典人堡壘原址之上。